# Робин Гуд и королева Кэтрин
Робин Гуд и королева Кэтрин (англ. Robin Hood and Queen Katherine, Child 145, Roud 72) — народная баллада английского происхождения, входящая в корпус историй, повествующих о Робин Гуде. Она присутствует в манускрипте, найденном Перси, но в сильно фрагментированном, из-за вырванных страниц, виде. Немного отличная версия, под названием Renowned Robin Hood, содержится в шести бродсайдах, самый ранний полный текст из которых датируется, по-видимому, не позднее чем 1655 годом, а также в двух сборниках, 1663 и 1670 годов. Версия из «манускрипта лесников», обнаруженного в 1993 году, оказалась длиннее и полнее, чем любая другая, и позволила разрешить некоторые нестыковки в сюжете.

## Сюжет
Королева Кэтрин устраивает спор с королём, чьи стрелки искуснее. Она посылает гонца в Ноттингем, чтобы тот донёс весть о соревновании до Робин Гуда. Тот согласен отстоять честь королевы и отправляется в Лондон вместе с Маленьким Джоном, Мачем сыном мельника и Уиллом Скатлоком. Соревнования проходят в Финбери к северу от Лондона. Лучник короля попадает точно в цель, но Робин расщепляет его стрелу своей. Хорошие выстрелы делают Мач и Скатлок, а Маленький Джон (выступающий под именем Клифтон) расщепляет ивовый прутик с расстояния в 300 ярдов. Королева выигрывает спор и раскрывает личности лесных разбойников, после того как король обещает не причинять им вреда. В одной версии баллады добавлена концовка, где король прощает Робина и делает того «графом славного Хантингдона» (Earle of fair Huntington).
Составителю этой баллады явно был знаком ряд других историй: «Малая жеста о Робин Гуде», «Подлинная история Робин Гуда» Мартина Паркера, «Робин Гуд и епископ», также, возможно, «Адам Белл» и пьеса 1598 года Энтони Мандея .
Своего рода продолжением этой истории является следующая, #146 в нумерации Чайлда, баллада «Погоня Робин Гуда» (англ. Robin Hood's Chase).